# Toppen av ingenting
Toppen av ingenting är en svensk dramafilm från 2018 regisserad av Måns Månsson och Axel Petersén.
Filmen handlar om Nojet (spelad av Léonore Ekstrand) som vid 68 års ålder får ärva en hyreshastighet från sin pappa. Hon tror att det hela kommer bli en stor inkomstkälla, men det motsatta visar sig bli fallet.
Filmen hade premiär under filmfestivalen i Berlin där den tävlade om Guldbjörnen, men vann ej. Den hade Sverigepremiär den 16 mars 2018.